# Шинкарёв, Николай Андреевич
Николай Андреевич Шинкарёв — советский хозяйственный и политический деятель.

## Биография
Родился в 1926 году в Прохладном. Член КПСС.
Участник Великой Отечественной войны в составе 94-й стрелковой бригады.
В 1945—1956 гг. — офицер Советской армии, старший лейтенант.
В 1956—1973 гг. — редактор Прохладненской районной газеты «Ленинское знамя», 1-й секретарь Прохладненского горкома КПСС.
В 1973—1987 гг. — первый секретарь Нальчикского горкома КПСС.
Делегат XXV и XXVII съездов КПСС.
С 1986 года — персональный пенсионер союзного значения.
Умер в Кабардино-Балкарии после 2005 года.

## Награды
- Орден Отечественной войны II степени (1985)
- Орден Трудового Красного Знамени (1976)
- Орден Дружбы народов (1981)